# 2-heptanon
2-heptanon (ook methyl-n-amylketon genoemd) is een organische verbinding met als brutoformule C7H14O. De stof komt voor als een kleurloze vloeistof met een kenmerkende banaangeur, die slecht oplosbaar is in water.

## Natuurlijk voorkomen
2-heptanon is ook onderzocht als feromoon bij knaagdieren.
Bijen scheiden de stof af als ze bijten.  Oorspronkelijk werd aangenomen dat 2-heptanon een alarmferomoon was, later werd duidelijk dat de stof een verdovingsmiddel was voor de plaagdieren in de korf die te klein zijn om te steken zoals mijten en wasmottenlarven, zij worden door een beet tijdelijk verlamd. De plaagdieren kunnen zodoende gemakkelijker uit de korf worden gedragen.  Mogelijk kan 2-heptanon een vervanger zijn voor het veelgebruikte lokale verdovingsmiddel lidocaïne dat bij sommige mensen allergische reacties uitlokt.

## Toepassingen
2-heptanon wordt voornamelijk gebruikt als voedingsadditief in onder andere bier, wittebrood, boter, verschillende kazen en aardappelchips.

## Toxicologie en veiligheid
2-heptanon is ontvlambaar en reageert met oxiderende stoffen. Het kan ontplofbare peroxiden vormen indien het in contact komt met lucht. Daarom moet 2-heptanon steeds onder inerte atmosfeer worden opgeslagen. Het tast sommige kunststoffen aan.
2-heptanon is irriterend voor ogen, de huid en de luchtwegen. Blootstelling aan hoge concentraties kan het bewustzijn verminderen.